# Miskito
Le miskito (miskitu en miskito) est une langue misumalpane parlée par les Miskito dans le nord-est du Nicaragua, dans la région autonome de la Côte caraïbes nord, et dans l’est du Honduras.

## Classification
Avec environ 150 000 locuteurs, le miskito est la langue la plus parlée parmi les langues misumalpanes du Nicaragua et du Honduras. Le nom « misumalpan » est formé de parties des noms des sous-groupes de la famille : miskito, sumo, matagalpan. La configuration exacte des langues parmi cette famille est incertaine. Cependant, il est clair que a) le miskito est séparé du sumo et du matagalpan, qui semblent partager un nœud  commun, et b) par le passé, le miskito a été fortement influencé par d’autres langues comme l’anglais, l’allemand et le néerlandais. On pense que le sumo était dominant dans la région avant l’ascendance miskito. Aujourd’hui, la relation s’est inversée : de nombreux anciens locuteurs de sumo sont passés au miskito, qui a à son tour fortement influencé les dialectes sumo. Plusieurs d’entre eux (tawahka, panamahka et tuahka) constituent la sous-branche mayangna du sumo, tandis que l’ulwa appartient à une autre sous-branche. La branche matagalpane des langues misumalpanes compte deux langues aujourd’hui éteintes : le matagalpa et le cacaopera. Ce dernier était autrefois parlé dans certaines parties de l’est du Salvador.
En plus de nombreux éléments empruntés à d’autres langues misumalpanes, le miskito a de nombreux emprunts à des langues germaniques comme l’anglais, l’allemand et le néerlandais. Même si l’espagnol est la langue officielle du Nicaragua et du Honduras, son influence sur le miskito est beaucoup plus récente et plus superficielle. De nombreuses autres langues semblent avoir eu une influence sur le vocabulaire et la grammaire miskito, y compris divers dialectes sumo, l’arawak, le rama, le kali’na ou encore certaines langues d’Afrique de l’Ouest.

## Écriture
| a | â  | b | d | h | i | î | k | l | m |
| n | ng | p | r | s | t | u | û | w | y |